# Ota Gregor
Ota Gregor, vlastním jménem Ota Gans (4. prosince 1916 Praha – 24. září 2006) byl český lékař působící v oblasti vnitřního lékařství, oboru patologie, gastroenterologie a psychosomatiky.

## Život
Ota Gregor se narodil v Praze v židovské rodině. Vystudoval Akademické gymnázium v Praze. Po okupaci v roce 1939 odešel ilegálně přes Polsko do Anglie. Byl tehdy medikem ve čtvrtém ročníku na lékařské fakultě Univerzity Karlovy.
Za druhé světové války vstoupil v Anglii do zahraničního odboje, kde v roce 1944 jako příslušník Československé samostatné obrněné brigády bojoval u Dunkerque. Při postupu své jednotky přes Německo se dostal zpátky až do ČSR. Zde rychle dokončil studium medicíny a promoval v roce 1948. Byl internista, působil na IV. interní a pak na I. interní klinice v Praze, potom působil v letech 1969–1976 v Nemocnici pod Petřínem (dnes Nemocnice Milosrdných sester sv. Karla Boromejského), kde se stal přednostou kliniky. Docentem se stal v roce 1961, profesorem patologie a terapie vnitřních nemocí se poté stal v roce 1967.
Ota Gregor byl původně hlavně gastroenterolog, později se však z něho stal odborník na psychosomatickou medicínu. Výrazným způsobem se také přičinil o vznik české psychosomatické školy.
V roce 2004 byl pasován na Rytíře českého lékařského stavu. Byl dvakrát ženatý. Z prvního manželství měl 2 syny.

## Dílo
Napsal memoáry, z nichž asi nejvýznamnější jsou Moje návraty aneb kudy jsem chodil (2000).
Kromě toho napsal i několik knih esejů, známé jsou:
- Triptych Stárnout, to je kumšt (1983)
- Zdravě žít, to je kumšt (1988)
- Žít se stresem, to je kumšt (1993)
- Muži nestárnou, ale ženy žijí déle (1996)